# Die Parabel vom gestörten Kristall
Die Parabel vom gestörten Kristall ist ein Werk des Schriftstellers Werner Helwig. Es enthält die biographisch-autobiographischen Erinnerungen an seinen Freund, den Schriftsteller und Dramatiker Hans Henny Jahnn.

## Vorgeschichte und Inhalt
Zwischen Werner Helwig und dem 10 Jahre älteren Hans Henny Jahnn bestand eine 40 Jahre dauernde „komplizierte Freundschaft“. Bereits im Jahr 1931 schrieb Helwig zum ersten Mal in der Hamburger Illustrierten über den „Dichter und Orgelbauer“ Jahnn. Zahlreiche weitere Veröffentlichungen (Rezensionen, Essays und Würdigungen) über ihn folgten.
In der Parabel vom gestörten Kristall erzählt Helwig in Art einer „romanhaften Biographie“ über ihre Freundschaft und lässt ein sehr persönliches Bild von Jahnn entstehen, wobei er collagenartig Prosa und Versform anwendet, Erinnerungsprotokolle früherer Gespräche einfügt, ebenso Briefauszüge, Werkkommentare und Zitate. Helwig berichtet von seinen Besuchen auf Bornholm, dem langjährigen Wohnsitz von Jahnn, schreibt u. a. über die Zusammenarbeit bei der Entstehung des Jahnn-Dramas Neuer Lübecker Totentanz sowie über ihre oftmals schwierigen Beziehungen. Beide hatten „es sich gegenseitig nicht leicht gemacht. Beide waren in ihrer Freundschaft kritisch gegenüber  dem Werk und der Person des anderen, ständig bedacht auf Sicherung des Vertrauens und Klärung ihres Verhältnisses.“
Helwigs Text wurde einige Zeit nach Jahnns Tod verfasst, nicht in einem Zug, sondern mit Abstand in den Jahren 1963, 1964 und 1965.

## Analyse und Rezeption
Die Frankfurter Allgemeine Zeitung sah in Helwigs Buch, ob vom Verfasser beabsichtigt oder nicht, eine Replik auf das drei Jahre zuvor erschienene Buch Versuch über die Pubertät von Hubert Fichte, in dem Jahnn, sehr deutlich erkennbar, unter dem Namen Pozzi auftaucht. Während Helwig die „bürgerlich-schickliche“ Seite Jahnns darstelle, müsste man die dem Freund Helwig abgewandte Seite bei Fichte ergänzen: „Man hat immer nur zwei verschiedene Ansichten vom Leben eines Schriftstellers. Helwig hat dafür das Symbol des gestörten Kristalls gefunden.“ Im Buch stecke mehr Biographie von Helwig als Biographie von Jahnn.
„Helwigs Erinnerungen sind lose gesetzt“, vermerkte der Schriftstellerkollege Karl Krolow in einer Schweizer Zeitung und meinte, genau dies mache ihren Reiz aus. Das Kompakte hätte von vorneherein zu anderen Dimensionen herausgefordert. Und er fuhr fort, „[Helwigs] Spiel von Phantasie und Wirklichkeit, wie es durcheinanderzugehen scheint, ist gleichwohl ernst genug und merkwürdig gründlich im Sinne des Sichtbarmachens von Grund und Abgrund einer besonderen Existenz“; er bezeichnete das Buch als eine „Fabel des Lebens“ und nannte es eine „dichterische Biographie“.
Die Die Welt schrieb, Helwig wäre Jahnn verfallen gewesen und er sei noch immer allzu sehr beschäftigt, sich von ihm und „seiner Welt wieder abzusetzen, als daß er ein objektives Bild seines Freundes hätte zeichnen können.“
Während Jochen Meyer das Buch rein literaturwissenschaftlich kommentierte und es „unsystematisch“ fand und „in der Deutung einseitig“, aber „auf dem Weg zum Schlüsselroman“, meinte Paul Hübner in einer Rezension, das Buch habe seinen Rang als „Zeugenschaft“ für die literarische Szene des Jahrhunderts, für Helwigs Stellung und Bedeutung selbst sowie für die Jahnn-Forschung.

## Ausgabe
- Werner Helwig: Die Parabel vom gestörten Kristall. Mit einem Nachwort von Bernd Goldmann. Verlag v. Hase und Koehler, Mainz 1977. Die Mainzer Reihe. Herausgegeben von der Akademie der Wissenschaften und der Literatur zu Mainz, Klasse der Literatur, Bd. 44, ISBN 3-7758-0925-2

## Zitat
„Was Helwig tat, war eine literarische Konzeption, die sozusagen blühte, die eine Komposition von Wörtern und Erinnerungen wurde, auch nicht einfach irgendeine bunte Palette, vielmehr die Skala einer Empfindlichkeit, ein Leben in seinen Phänomenen nachzufühlen. Was wir vor uns haben, ist die Leistung einer vielleicht schweifenden, sicherlich aber wunderbar sich erinnernden Sensitivität.“